# Índice

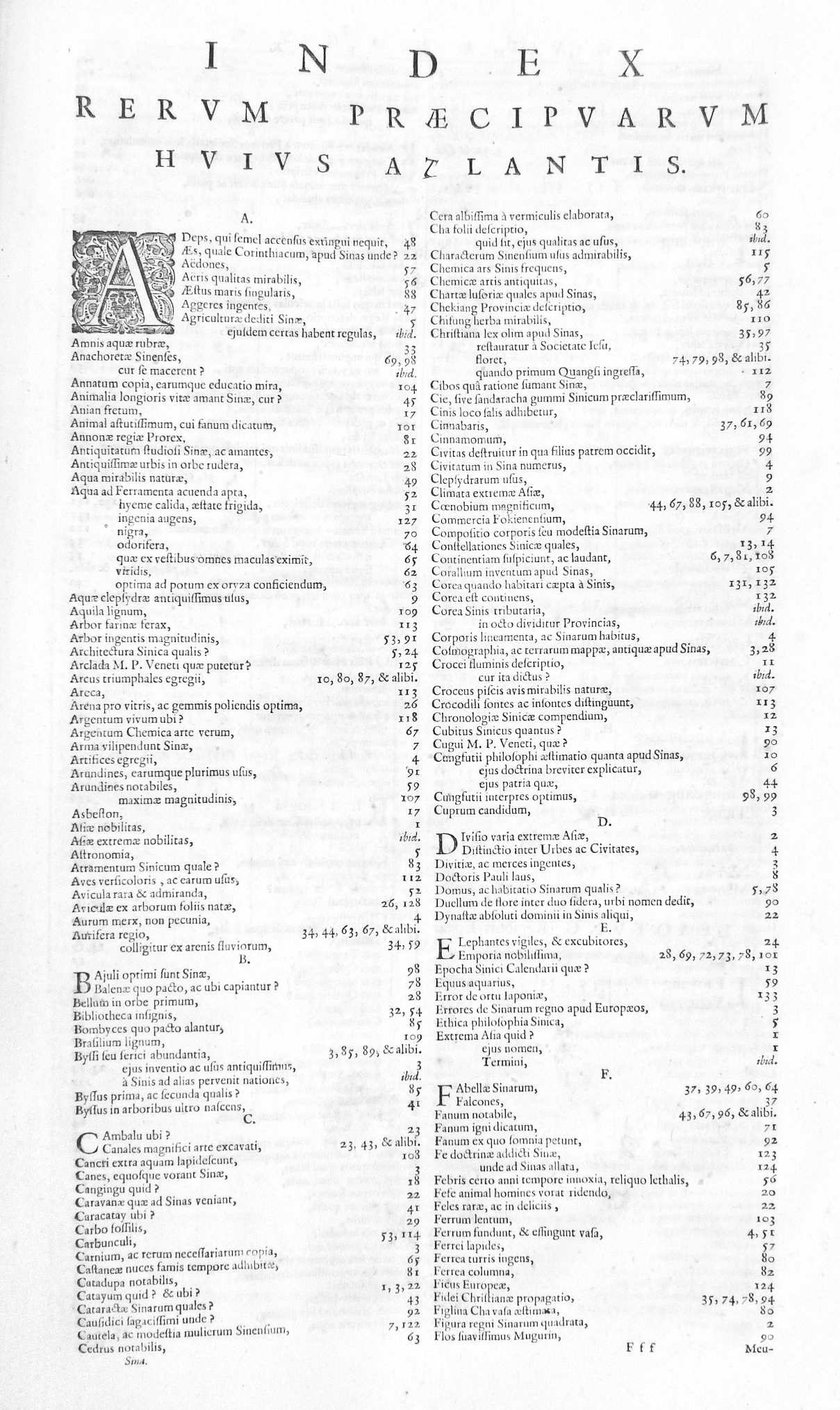
Primera página del índice de Novus Atlas Sinensis de Martino Martini, publicado como una sección del volumen 10 del Atlas Maior de Joan Blaeu en 1655.

Un índice es una lista de palabras o frases ('encabezados') que permite la ubicación del material al interior de un libro o de una publicación, o bien la ubicación de un libro específico en una biblioteca. En un índice tradicional, los encabezados incluirán nombres de personas, lugares, eventos, y conceptos ordenados alfabéticamente, cada uno correspondiendo a un número.

## Clasificación de índices
Existen diversos tipos de índices: bibliográficos, acumulativos, de títulos permutados, de contenido, de cita, de impacto, temático, onomástico, topográfico, etc.

### Onomástico
En un índice onomástico, se listan en orden alfabético los nombres de los autores citados en el texto. Este índice se utiliza comúnmente en libros muy extensos. Inmediatamente después del nombre, se presentan los números de página de la siguiente manera: Primer apellido, nombre: secuencia de páginas en orden numérico.
De Icaza, Miguel:     72, 97, 121
Kahlo, Frida:         200
Mozart, Wolfgang Amadeus: 26, 32, 41, 61, 62
Turing, Alan Mathison:    99, 101, 110, 111

### Temático o terminológico
Lista en orden alfabético de los temas y subtemas presentados en el texto. Comúnmente se utiliza en textos científico-técnicos o de divulgación científica. Inmediatamente después del nombre, se presentan los correspondientes números de página. También se le designa Índice Analítico o de Materias, aunque estas denominaciones en muchos casos se reservan para lo que se llama Sumario o Tabla de materias o Índice de contenido.
Cripta, criptografía: 2, 3, 5, 7, 11
Software:
libre:              16, 34, 45, 57, 76
propietario:        27, 35, 48, 60
Índice:
De contenido:       10, 11
Onomástico:         37, 59
Temático:           101, 215

## Elaboración de índices KWIC
Hans Peter Luhn fue el creador de los índices Kwic en la década de 1950.

## Estándar
- ISO 999:1996 Guidelines for the Content, Organization, and Presentation of Indexes: Es el estándar nacional en el Reino Unido, Australia, Nueva Zelanda y Colombia.[cita requerida]